# Nototriche copon
Nototriche copon är en malvaväxtart som beskrevs av Antonio Krapovickas. Nototriche copon ingår i släktet Nototriche och familjen malvaväxter. Inga underarter finns listade i Catalogue of Life.